# Den of Thieves
Den of Thieves (i vissa länder släppt under titeln Criminal Squad) är en amerikansk kuppfilm/actionfilm/kriminalfilm/dramafilm från 2018, med manus, regi och produktion av Christian Gudegast. Rollensemblen består av bland andra Gerard Butler, Pablo Schreiber, Curtis "50 Cent" Jackson, O'Shea Jackson Jr., Evan Jones, Dawn Olivieri, Mo McRae och Max Holloway. Den följdes av Den of Thieves: Pantera från 2025.

## Handling
I Los Angeles arbetar en specialdivision med poliser, vars uppdrag är att sätta stopp för stadens bankrånare, under ledning av LASD-detektiven Nick "Big Nick" O'Brien. När Nick en dag får höra att Ray Merrimen tänker råna banken Federal Reserve, bestämmer han sig för att pressa den svagaste länken i hans liga, och göra den till polisinformatör. Samtidigt utför Merrimens liga en serie rån inför det stora bankrånet, så att de kan ligga steget före polisen.

## Rollista
| Gerard Butler            | – Nick "Big Nick" O'Brien               |
| Pablo Schreiber          | – Ray Merrimen                          |
| O'Shea Jackson Jr.       | – Donnie Wilson                         |
| Curtis "50 Cent" Jackson | – Enson Levoux                          |
| Meadow Williams          | – Holly                                 |
| Maurice Compte           | – Benny "Borracho" Magalon              |
| Brian Van Holt           | – Murph Connors                         |
| Evan Jones               | – Bo "Bosco" Ostroman                   |
| Mo McRae                 | – Gus Henderson                         |
| Kaiwi Lyman-Mersereau    | – Tony "Tony Z" Zapata                  |
| Dawn Olivieri            | – Debbie O'Brien                        |
| Eric Braeden             | – "Ziggy" Zerhusen                      |
| Lewis Tan                | – Lobbyvakt #1 (Federal Reserve Police) |
| Cooper Andrews           | – Mack                                  |
| Jermaine Rivers          | – Konstapel Jackson                     |
| Max Holloway             | – Bas                                   |
| Oleg Taktarov            | – Alexi                                 |
| Ray Dobyns               | – Rolph Wolfgang                        |
| Alix Lapri               | – Maloa                                 |
| Matthew Cornwell         | – Joseph                                |
| Nick Loeb                | – Rudd                                  |
| Michael Bisping          | – Connor                                |